# Strada europea E121
La strada europea E121 è una strada di classe A, con andamento nord-sud.
In particolare la E121 collega la città russa di Samara con la località turkmena di Gyzylarbat, per terminare nei pressi del vicino confine iraniano), con un percorso lungo circa 2700 km attraverso Russia, Kazakistan e Turkmenistan.

## Percorso
Da Samara, la strada assume la denominazione di M32 e prosegue verso il confine kazako. In territorio kazako la strada tocca le seguenti località:
- Uralsk (intersezione con la E38);
- Atyrau (da questa località fino a Beineu la strada condivide il tracciato della E40);
- Shetpe;
- Zhetybai;
- Balchasj;
- Fetisovo.

In territorio turkmeno, la strada tocca le città di Bekdash, Türkmenbaşy (dove c'è l'intersezione con la E60) e Gyzylarbat, a circa 100 km dal confine iraniano.